# 馬自達J族引擎

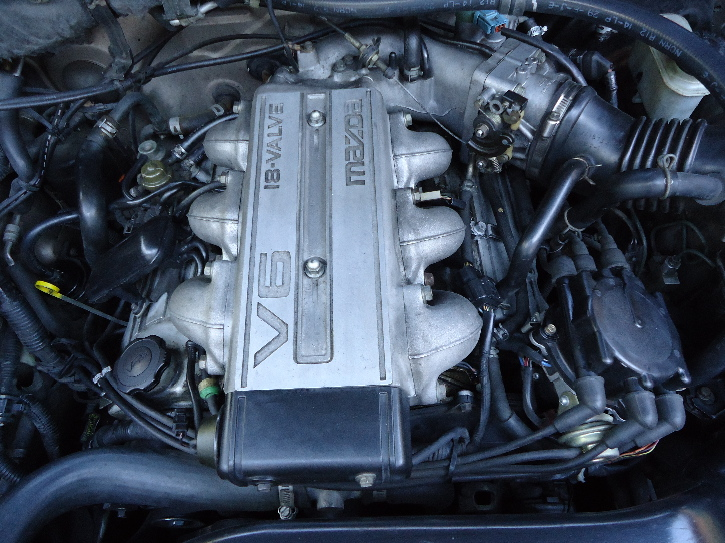
第一代馬自達MPV上的3.0L V型六缸JE型引擎

馬自達J族引擎是1986年至2000年期間由日本馬自達汽車公司研發、生產的往復式活塞60°V型六缸汽油引擎，排氣量分別從2.0L至3.0L不等。此系列由正時皮帶帶動的引擎具有鑄鐵汽缸體與合金汽缸蓋，同時採雙頂置凸輪軸（double overhead camshaft，縮寫成DOHC）或單頂置凸輪軸（single overhead camshaft，縮寫成SOHC）設計。此外，此家族引擎是馬自達唯一的鑄鐵V型六缸引擎。

## JF型
JF型引擎排氣量為1,997c.c.，採V型六缸SOHC設計，壓縮比為9.2:1。最大馬力為110ps / 5,500rpm，最大扭力17.1kg·m / 4,000rpm。車型：
1. 1986年-1991年：第三代929
2. 1986年-1991年：第五代Luce

## JFT型
在JF型的基礎上加裝渦輪增壓的JFT型引擎，其缸徑與衝程與前者相同，附有EGI燃油噴射系統，最大馬力可達145ps / 5,000rpm，峰值扭力23.5kg·m / 2,500rpm。車型：
1. 1986年-1991年：第三代929
2. 1986年-1991年：第五代Luce

## JE型
排氣量2,954c.c.的JE型引擎採V型六缸SOHC設計，缸徑90.0mm、衝程77.4mm，壓縮比為8.5:1。最大馬力為155ps / 5,000rpm，最大扭力23.5kg·m / 4,000rpm。1988年後則改為DOHC、24氣門之設計，稍微提高了油耗與性能表現，此亞型稱作JE-ZE型。壓縮比為9.5:1，最大馬力200ps / 6,000rpm，扭力峰值為27.7kgm / 3,500rpm。車型：
1. 1986年-1991年：第五代Luce
2. 1988年-1999年：第一代MPV
3. 1991年-1993年：Ẽfini MS-9
4. 1991年-1996年：第四代929
5. 1991年-1995年：第一代Sentia
6. 1995年-2000年：第二代Sentia
7. 1996年-1997年：第五代929

## J5型
排氣量2,494c.c.的J5-DE型引擎採取V型6缸DOHC設計，缸徑82.7mm、衝程77.4mm，引擎壓縮比9.0:1。最大馬力達160ps / 6,000rpm，最大扭力21.5kg·m / 3,500rpm。車型：
1. 1991年-1993年：Ẽfini MS-9
2. 1991年-1996年：第四代929
3. 1991年-1995年：第一代Sentia
4. 1995年：Bongo Friendee

## 內部連結
- 馬自達引擎列表

## 外部連結
- （英文）AutoSpeed: The Mazda V6 Guide
- （日語）マツダ JE-E型エンジン